# جزیره آنخل ده لا گواردا
جزیره آنخل ده لا گواردا (به اسپانیایی: Isla Ángel de la Guarda) یک جزیره در مکزیک است که در خلیج کالیفرنیا واقع شده‌است.

## خصوصیات
جزیره آنخل ده لا گواردا نامسکونی است و ۱٬۳۰۰ متر بالاتر از سطح دریا واقع شده‌است.